# Чимула (Асколи Пичено)
Чимула (итал. Cimula) насеље је у Италији у округу Асколи Пичено, региону Марке.
Према процени из 2011. у насељу је живело 46 становника. Насеље се налази на надморској висини од 59 м.